# Daniel Oliver
Daniel Oliver (* 6. Februar 1830 in Newcastle upon Tyne; † 21. Dezember 1916 in Kew) war ein englischer Botaniker. Sein offizielles botanisches Autorenkürzel lautet „Oliv.“

## Leben und Wirken
Olivers Eltern, Andrew und Jane Oliver von Benwell Hills, waren Quäker. Daniel Oliver besuchte die Society of Friends’ School in Brookfield, Wigton.
1858 begann er, an den Royal Botanic Gardens in Kew zu arbeiten. Er war von 1860 bis 1890 Bibliothekar des Herbariums der Royal Botanic Gardens in Kew. Am University College London war er von 1861 bis 1888 Professor für Botanik.
Oliver war Herausgeber mehrerer Bände des Werkes Hooker’s Icones Plantarum (1890 bis 1895). Sein wichtigstes Werk aber war die Flora of tropical Africa, von der er die ersten 3 Bände herausgab und die später von anderen fortgesetzt wurde.

## Ehrungen
1853 wurde er in die Linné-Gesellschaft aufgenommen, die ihn 1893 mit der Linné-Medaille auszeichnete. 1863 wurde er als Mitglied („Fellow“) in die Royal Society gewählt, die ihm 1884 die Royal Medal verlieh.
Nach Oliver sind die Pflanzengattungen Oliverella Tiegh. aus der Familie der Riemenblumengewächse (Loranthaceae), Oliveriana Rchb.f. aus der Familie der Orchideen und Oliverodoxa Kuntze aus der Familie der Ingwergewächse (Zingiberaceae) benannt.

## Werke
- The botany of the Speke and Grant Expedition … (zusammen mit James Augustus Grant und John Gilbert Baker), 1872–1875
- Illustrations of the principal natural orders of the vegetable kingdom, 1874
- Flora of Tropical Africa (Bände 1–3 von ihm), 1868–1877